# Троянович, Мате
Мате Троянович (хорв. Mate Trojanović; 20 мая 1930, Меткович, Королевство Югославия — 27 марта 2015, Марибор, Словения) — югославский гребец, чемпион летних Олимпийских игр в Хельсинки (1952).

## Спортивная карьера
Получил образование в области ветеринарии. С 1946 г. выступал за клуб HVK Gusar из Сплита. 
Шестикратный чемпион Югославии, четырежды побеждал, выступая в четвёрке распашной без рулевого. Участник трех чемпионатов Европы: в Милане (1950), Макон (1951) и Копенгаген (1953).
На летних Олимпийских играх в Хельсинки (1952) завоевал золотую медаль в составе национальной сборной в соревнованиях по академической гребле в заездах четвёрок распашных без рулевого. Это награда стала единственным золотом югославов на этой Олимпиаде. 
Завершив карьеру, переехал в словенский Марибор, где работал ветеринарным инспектором на таможне.